# Haplostachys linearifolia
Haplostachys linearifolia là một loài thực vật có hoa trong họ Hoa môi. Loài này được (Drake) Sherff mô tả khoa học đầu tiên năm 1934.